# Friltschen
Friltschen ist eine ehemalige Ortsgemeinde und eine Ortschaft der Gemeinde Bussnang im Bezirk Weinfelden des Kantons Thurgau in der Schweiz.
Die 1812 gebildete Ortsgemeinde Friltschen gehörte bis 1995 zur Munizipalgemeinde Bussnang. Am 1. Januar 1996 fusionierte die Ortsgemeinde Friltschen im Rahmen der Thurgauer Gemeindereform zur politischen Gemeinde Bussnang.

## Geographie
Die Ortsgemeinde Friltschen bestand aus den abseits der Landstrassen Weinfelden– bzw. Bürglen–Wil gelegenen Dorfsiedlungen Friltschen und Weingarten sowie dem Weiler Wart.

## Geschichte
Friltschen wurde 865 als Fridolteshova erstmals urkundlich erwähnt. Im Mittelalter waren hier die Klöster St. Gallen und Kalchrain sowie die Komturei Tobel begütert. Die Wehranlage nördlich von Friltschen ist unerforscht. Ganz Friltschen und der mehrheitliche Teil von Weingarten gehörten bis 1798 zu den sogenannten Hohen Gerichten und unterstanden somit für die hohe und niedere Gerichtsbarkeit dem eidgenössischen Landvogt im Thurgau. Wart sowie der kleinere Teil Weingartens waren Teil der Herrschaft Bürglen (Niedergericht Mettlen). Das Gebiet teilte kirchlich stets das Schicksal Bussnangs.
Ursprünglich wurde Kornbau in drei Zelgen und Weinbau betrieben, im 19. Jahrhundert erfolgte der Übergang zur Vieh- und Milchwirtschaft. 1870 bis 1920 zählte Friltschen zahlreiche Heimsticker. Von 1923 bis 1960 bestand eine Spezial-Kinderschuhfabrik, seit 1965 die Letrona AG, die sich dem Bau von Sendemasten und Gehäusen widmet. Sie beschäftigte 2002 90 Angestellte in Friltschen und Rümlang.

## Wappen

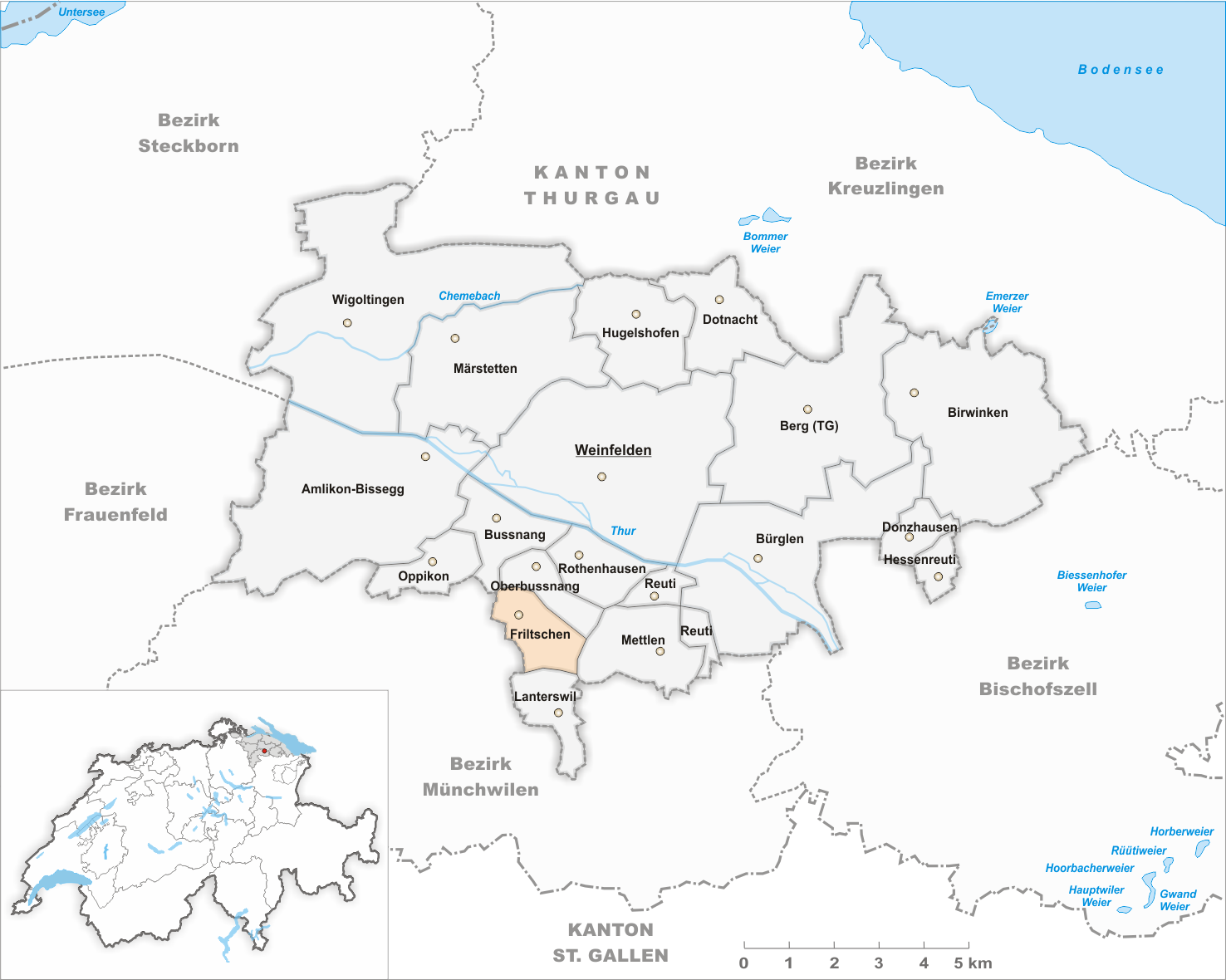
Gemeindestand vor der Fusion im Jahr 1996

Blasonierung: In Rot ein halber linksgewendeter gelber Bär mit weissen Zähnen und weissem Halsband.
Der Bär weist zum Kloster St. Gallen, die rot-gelben Farben zu den Hohen Gerichten der Landvogtei hin.

## Bevölkerung
| Jahr         | 1850 | 1900 | 1950 | 1990 | 2000   | 2010   | 2018     | 2023     |
| Ortsgemeinde | 230  | 224  | 252  | 185  |        |        |          |          |
| Ortschaft    |      |      |      |      | 87     | 133    | 273 Anm. | 332 Anm. |
| Quelle       | HLS  | HLS  | HLS  | HLS  | StatTG | StatTG | StatTG   | StatTG   |

Von den insgesamt 332 Einwohnern der Ortschaft Friltschen am 31. Dezember 2023 waren 22 bzw. 6,6 % ausländische Staatsbürger. 162 (48,8 %) waren evangelisch-reformiert und 55 (16,6 %) römisch-katholisch.

## Bilder

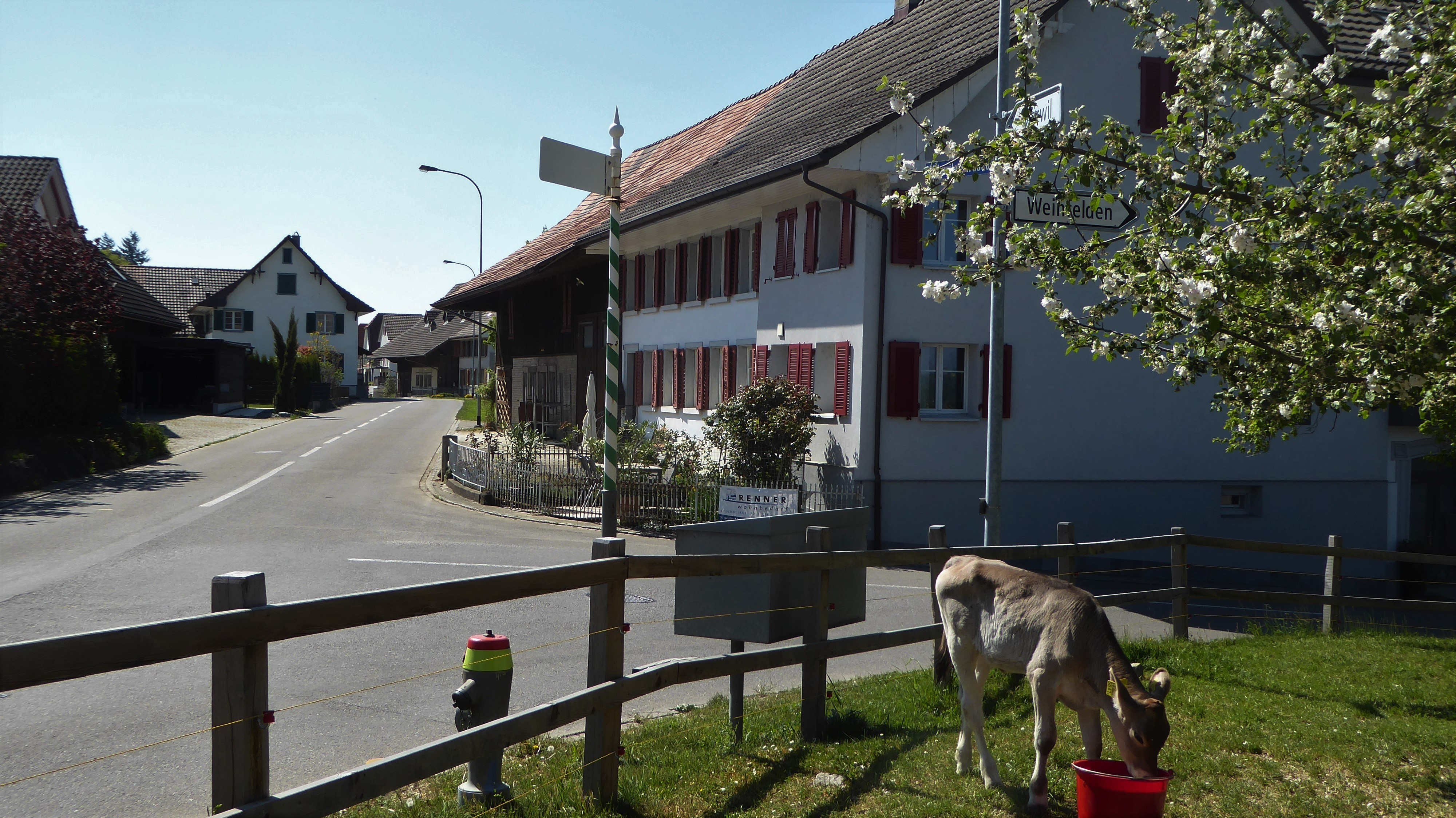
Strasse nach Märwil
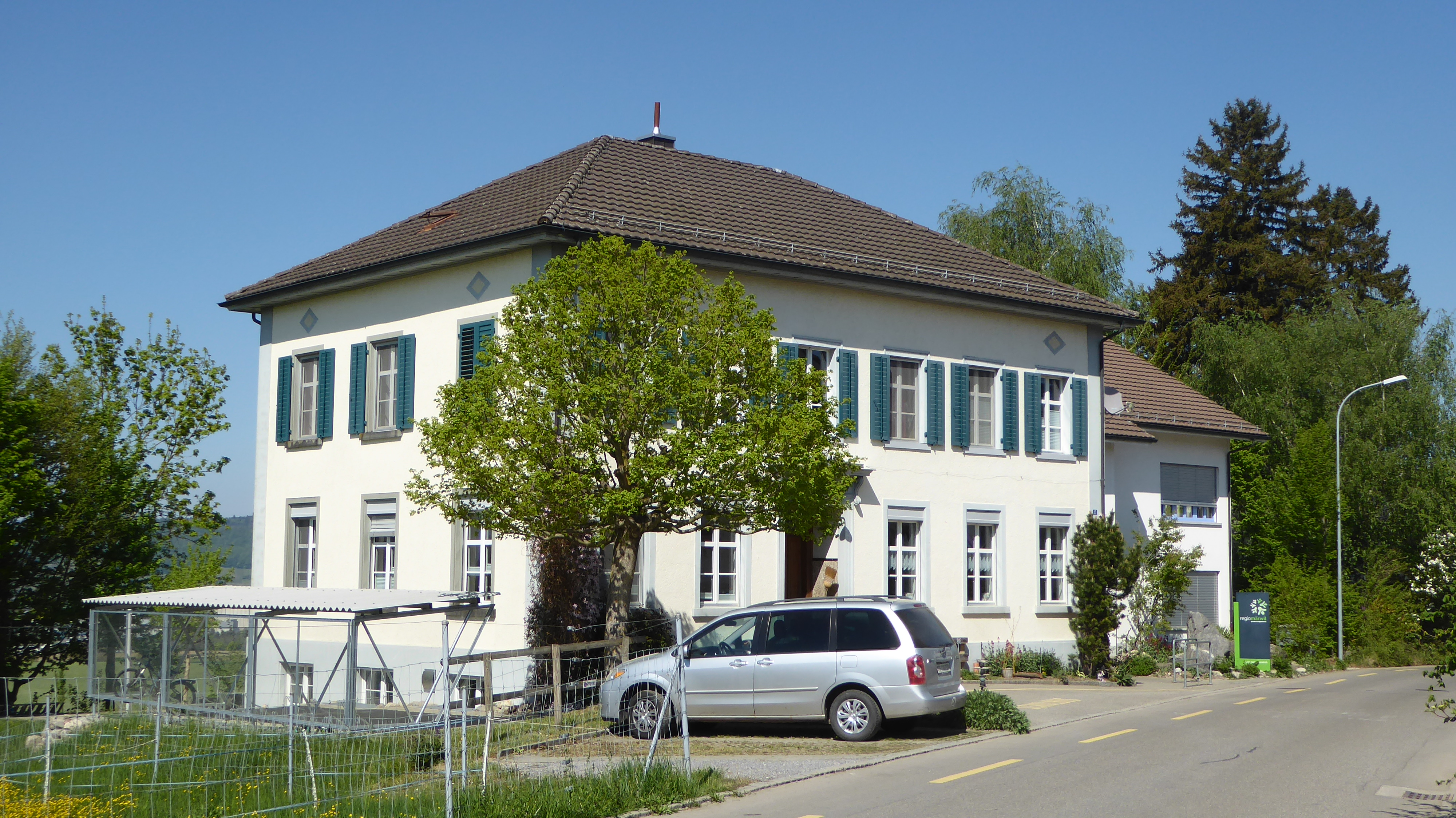
Schulhaus
Hinten links im Bild Friltschen, im Vordergrund Märwil, 1949